# Mnesictena pantheropa
Mnesictena pantheropa is een vlinder uit de familie van de grasmotten (Crambidae), uit de onderfamilie van de Spilomelinae. De wetenschappelijke naam van deze soort is voor het eerst voorgesteld als Mecyna pantheropa door Edward Meyrick in een publicatie uit 1902.
De soort komt voor op de Chathameilanden.